# 森林公园站 (贵阳市)
森林公园站是贵阳轨道交通2号线的地铁车站，位于中华人民共和国贵州省贵阳市南明区兴业西路东侧，于2021年4月28日开通。

## 车站结构
森林公园站垂直于兴业西路东侧呈东西向设置，为地下二层局部三层岛式站台车站，车站长153.3米，标准段宽28.8米，车站地下一层为站厅层，地下二层为站台层。由于车站处于山坡位置，东西向高差大，东侧靠近鱼梁河河道，因此车站东侧部分站体处于地面上方，轨道在出站后即进入高架跨河桥，同时，车站东南侧B出入口实际位于与车站轨道同层的地面。
| 地面              | 出入口 | A、C、D出入口                                                                                                 |
| 地下一层          | 站厅   | 客服中心、自动售票机、验票机                                                                                  |
| 地下二层          | 出入口 | B出入口 |
| 地下二层          | 站台   | \| \| \| █ 2号线往白云北路（富源北路） \| \| 島式 · 開左邊车门 \| \| \| \| \| \| █ 2号线往中兴路（见龙洞） \| |
|                   |        | █ 2号线往白云北路（富源北路）                                                                                 |
| 島式 · 開左邊车门 |        | |
|                   |        | █ 2号线往中兴路（见龙洞）                                                                                     |

## 车站出口
森林公园站共有4个出入口，各出口及周围设施如下所示：
| 编号                | 出入口信息                                                                 | 照片 | 无障碍设施 |
| ------------------- | -------------------------------------------------------------------------- | ---- | ---------- |
| A · 出口 · （设有） | 兴业西路，龙水路，兴业街，首开紫郡，卡伦酒店                               |      |            |
| B · 出口            | 中央生态公园                                                               |      | 不適用     |
| C · 出口            | 三岔河路                                                                   |      | 不適用     |
| D · 出口            | 兴业西路，永兴街，中共贵阳市委党校，贵阳市南明区华附初级中学，经典天成小区 |      | 不適用     |
| 图例： 设有         |                                                                            |      |            |

## 接驳交通

### 公交车
- 首开紫郡：87路，750路，751路，804路，B262路

## 车站历史
本站工程名与正式名均为森林公园站，站名来自车站西侧的贵阳森林公园。
- 2019年4月26日，车站主体结构封顶[2]。
- 2021年4月28日，车站随2号线工程通车开通[1]。